# Intensitate a câmpului magnetic
În electromagnetism, intensitatea câmpului magnetic (notată {\displaystyle {\vec {H}}}) este o mărime vectorială ce caracterizează fiecare punct al unui câmp magnetic și care nu depinde de proprietățile magnetice ale mediului.
Această mărime este definită ca fiind raportul dintre inducția magnetică din acel punct și permeabilitatea magnetică a mediului din acel punct:
{\displaystyle {\vec {H}}={\frac {\vec {B}}{\mu }}.}
Unitatea de măsură în SI este amperul (amperspira) pe metru:
{\displaystyle [H]={\frac {A}{m}}.}
Intensitatea câmpului magnetic este numeric egală cu tensiunea magnetică la distanța de un metru, considerată în sensul liniilor de câmp.
Conform legii Biot-Savart, într-un punct al câmpului magnetic:
{\displaystyle d{\vec {H}}={\frac {I}{2\pi }}\cdot \left[d{\vec {l}}\times {\frac {\vec {r}}{r^{3}}}\right],}
unde:
- {\displaystyle {\vec {r}}=} distanța punctului considerat până la elementul de conductor;
- {\displaystyle d{\vec {l}}=} elementul de conductor considerat în sensul în care este parcurs de curent;
- I = intensitatea curentului electric care parcurge conductorul.

În cazul unui conductor de lungime infinită, intensitatea câmpului magnetic într-un punct situat la distanța ro este:
{\displaystyle H={\frac {I}{2\pi r_{0}}}.}
În centrul unei spire de rază r:
{\displaystyle H={\frac {I}{2r}},}
iar în cazul unei bobine din n spire și lungime l:
{\displaystyle H={\frac {nI}{l}}.}
Această mărime poate fi un parametru de forță generalizată. 